# Linea 3 (metropolitana di Pechino)
La linea 3 (in cinese 北京地铁3号线S, Běijīng dìtiě sān hào xiànP) è una linea attiva della metropolitana di Pechino.
Inaugurata il 15 dicembre 2024, e gestita dalla Beijing Mass Transit Railway Operation Corporation Limited, la linea si snoda lungo un percorso da est a ovest di 14,7 chilometri ed è composta da un totale di 10 stazioni. La linea 3 è totalmente sotterranea e viene rappresentata nelle mappe dal colore rosso cardinale.

## Storia
Il percorso della linea 3 della metropolitana di Pechino ha subito cambiamenti sostanziali nel corso del tempo. Alla fine degli anni '90, una prima bozza del percorso della linea prevedeva che la stessa corresse dal quartiere di Xiaomeichang fino a Cuigezhuang, ovvero dal distretto di Haidian a nord-est di Pechino fino al distretto di Chaoyang a nord-ovest della città. Gran parte del progetto originale è stato poi trasformato nell'attuale linea 6. Nel 2010 e nel 2011 la linea 3 è stata menzionata come parte di un progetto di estensione di linee già esistenti.
Al gennaio 2012 la linea 3 era progettata per collegare la stazione di Tiancun, nel distretto di Haidian, con la stazione di Fuchengmen, nel distretto di Xicheng. Il 15 marzo successivo i piani della metropolitana cambiano nuovamente, annunciando ora una tratta dalla stazione di Tiancun fino ai quartieri orientali di Gaoxinzhuang e Pingfang, indicando il 2020 come anno di fine lavori. Il giugno seguente, i media locali annunciano i piani per la linea 3 della metropolitana di Pechino.
A gennaio 2013 la commissione preposta alla costruzione della linea 3 ha considerato se far passare o meno la linea nel centro città, in considerazione dell'alto numero di reperti presenti nel sottosuolo. A gennaio 2014 viene comunicato che la linea 3 sarà composta da 27 stazioni e prevederà fino a 16 interscambi con le altre linee, inclusa la linea 16 e la linea 5.
La linea 3, da Tiancun a Caogezhuangbei, è stata approvata dalla Commissione per la riforma e lo sviluppo nazionale (NDRC) il 14 settembre 2015, con una lunghezza complessiva di 37,4 km e 27 stazioni totali. I lavori di realizzazione sono stati avviati il 19 aprile 2016.
Il 1º maggio 2024 la Commissione municipale di Pechino della Pianificazione e delle risorse naturali ha ufficializzato i nomi delle stazioni, mentre il 15 giugno successivo la linea 3 è entrata nella sua fase di pre-esercizio.
Il 29 settembre 2024 la Beijing Infrastructure Investment annuncia il progetto d'estensione verso est della linea 3, con 6,4 km aggiuntivi e ulteriori 5 stazioni, delle quali il capolinea Caogezhuangbei è stato solo attualmente proposto e rientrerà in progettualità future. Una volta completata, la linea 3 consentirà l'interscambio anche con la futura linea 20 e la linea provvisoriamente denominata M101.
Il 15 dicembre 2024 entra in servizio la prima fase della linea 3, da Dongsi Shitiao a Dongbabei, per un totale di 10 stazioni e 14,7 km coperti.

## Servizio

### Tratta
La fase I della linea 3 della metropolitana di Pechino è entrata in servizio il 15 dicembre 2024. La tratta, dalla stazione di Dongsi Shitiao nel distretto di Dongcheng, si sviluppa per un totale di 10 stazioni fino alla stazione di Dongbabei, nel distretto di Chaoyang. La linea consente interscambi con cinque linee di metropolitana (2, 17, 10, 14 e 12) e con la stazione ferroviaria di Chaoyang.

### Tariffazione
La tariffazione parte da un prezzo di 3 ¥ a seconda della distanza di viaggio totale da percorrere, fino a un massimo di 5 ¥ (circa 0,60 €) per percorrere tutta la linea. Se si effettuano interscambi con altre linee il prezzo può aumentare fino a un massimo di 8 ¥ (circa 1 €) in base alla distanza percorsa.

### Orario di servizio
La prima corsa da Dongsi Shitian in direzione Dongbabei parte ogni giorno alle 5:30 e effettua l'ultimo servizio alle 23:25. In direzione opposta, il primo treno da Dongbabei verso Dongsi Shitiao è attivo alle 5:05 e conclude il servizio con l'ultima corsa alle 22:50.

## Percorso e stazioni

### Percorso
|  |

| Unknown route-map component "uextLSTR" |

| Unknown route-map component "utCONTgq" | Unknown route-map component "utTINTt" | Unknown route-map component "utCONTfq" |

| Unknown route-map component "uextCONTgq" | Unknown route-map component "utTINTt" | Unknown route-map component "utCONTfq" |

| Unknown route-map component "utCONTgq" | Unknown route-map component "utTINTt" | Unknown route-map component "utCONTfq" |

|  | Unknown route-map component "utCONTgq" + Unknown route-map component "utSTRc2" | Unknown route-map component "utTINTt" | Unknown route-map component "utABZq+3" | Unknown route-map component "utCONTfq" |

|  | Unknown route-map component "utABZg+1" | Unknown route-map component "utSTRc4" |

| Transverse water | Unknown route-map component "utKRZW" | Transverse water |

| Urban tunnel station on track |

| Continuation backward | Urban tunnel straight track |  |

| Unknown route-map component "HUBaq" + Station on track | Urban tunnel station on track + Unknown route-map component "HUBeq" |  |

| One way leftward | Unknown route-map component "uxmtKRZ" | Unknown route-map component "CONTfq" |

| Urban tunnel station on track |

| Urban tunnel station on track |

| Urban tunnel station on track |

| Transverse water | Unknown route-map component "utKRZW" | Transverse water |

| Unknown route-map component "utSTR+l" | Unknown route-map component "utKRZt" | Unknown route-map component "utCONTfq" |

| Urban tunnel station on track + Unknown route-map component "HUBaq" | Urban tunnel station on track + Unknown route-map component "HUBeq" |  |

|  | Unused urban tunnel straight track | Unknown route-map component "utABZgl+l" | Unknown route-map component "utSTReq" | Unknown route-map component "uKDSTeq" |

| Transverse water | Unknown route-map component "uextKRZW" | Unknown route-map component "uextKRZW" | Transverse water |  |

| Unknown route-map component "uextSTRl" | Unknown route-map component "uextKRZt" | Unknown route-map component "uextCONTfq" |

| Unused urban tunnel straight track |

| Unknown route-map component "uextBHF" |

| Unknown route-map component "uextBHF" |

| Unknown route-map component "uextBHF" |

| Unknown route-map component "uextBHF" |

| Unused urban end station |

### Stazioni
|                       | Nome stazione                 | Nome in cinese, pinyin | Percorrenza (ore) | Distanza (km) | Interscambi      | Note |
| --------------------- | ----------------------------- | ---------------------- | ----------------- | ------------- | ---------------- | ---- |
| Dongsi Shitiao        | 东四十条 Dōngsì shítiáo       | 0:00                   | 0,00              |               | In uso           |      |
| Stadio dei Lavoratori | 工人体育场 Gōngrén tǐyùchǎng  | 0:02                   | 1,26              |               | In uso           |      |
| Tuanjiehu             | 团结湖 Tuánjiéhú              | 0:04                   | 2,20              |               | In uso           |      |
| Chaoyang Park         | 朝阳公园 Cháoyáng gōngyuán    | 0:07                   | 3,96              |               | In uso           |      |
| Shifoying             | 石佛营 Shífóyíng              | 0:10                   | 5,62              |               | In uso           |      |
| Chaoyang              | 朝阳站 Cháoyáng zhàn          | 0:12                   | 6,84              | Chaoyang      | In uso           |      |
| Yaojiayuan            | 姚家园 Yáojiāyuán             | 0:16                   | 8,94              |               | In uso           |      |
| Dongbanan             | 东坝南 Dōngbà nán             | 0:20                   | 11,30             |               | In uso           |      |
| Dongba                | 东坝 Dōngbà                   | 0:23                   | 12,84             |               | In uso           |      |
| Dongbabei             | 东坝北 Dōngbà běi             | 0:26                   | 14,45             |               | In uso           |      |
| Guanzhuanglu Xikou    | 管庄路西口 Guǎnzhuānglù xīkǒu |                        |                   | Linea 20      | In progettazione |      |
| Louzizhuang Qiaoxi    | 楼梓庄桥西 Lóuzǐzhuāng qiáoxī |                        |                   |               | In progettazione |      |
| Louzizhuang           | 楼梓庄 Lóuzǐzhuāng            |                        |                   |               | In progettazione |      |
| Gaoxinzhuang          | 高辛庄 Gāoxīnzhuāng           |                        |                   | M101          | In progettazione |      |
| Caogezhuangbei        | 曹各庄北 Cáogèzhuāngběi       |                        |                   |               | Proposta         |      |

## Materiale rotabile
| Modello | Immagine | Produttore          | Anno        | In servizio | Numeri          | Deposito            |
| ------- | -------- | ------------------- | ----------- | ----------- | --------------- | ------------------- |
| ZBM06   |          | Hebei CRRC          | 2019 — 2022 | 40          | 03 001 — 03 040 | Dongba (东坝车辆段) |
| SFM86   |          | CRRC Qingdao Sifang | 2019 — 2022 | 40          | 03 001 — 03 040 | Dongba (东坝车辆段) |